# Craig Van Sickle
Craig Van Sickle est un producteur et scénariste américain qui a entre autres réalisé la série télévisée Le Caméléon (The Pretender).
Il possède une compagnie de production, en partenariat avec Steven Long Mitchell.

## Filmographie
- Le Caméléon, en tant que créateur, réalisateur et scénariste.
- 24 heures chrono, en tant que scénariste.
- NIH : Alertes médicales, en tant que scénariste.
- Spy Girls, en tant que créateur et scénariste.